# 거미숲
거미숲은 2004년 공개된 대한민국의 영화이다.

## 배역
- 감우성 : 강민 역
- 서정 : 민수인/은아 역
- 강경헌 : 황수영 역
- 장현성 : 최성현 역. 강민 친구. 형사
- 조성하 : 최종필 역
- 손병호 : 김철주 역
- 김학준 : 소년 역
- 김희정 : 소녀 역
- 정승길 : 박 형사 / 남자 (목소리) 역
- 정상철 : 형사 반장 역
- 윤영 : 간호사 역
- 김영재 : 동료의사 역
- 권우식 : 숲속 남자 역
- 김진우 : 형사 1 역
- 성낙경 : 형사 2 역
- 박완산 : 할아버지 역
- 한철우 : PD 역
- 김현동 : PD 역
- 한효섭 : PD 역
- 유주현 : PD 역
- 이은주 : PD 역
- 권중대 : PD 역
- 지운 : 윤혜은 역
- 정미남 : 범인 1 역
- 김훈호 : 범인 2 역
- 레이 : 정사남 역
- 지우 : 정사녀 역
- 이용주 : 살인남 역
- 강수진 : 아나운서 역
- 김교범 : 병원 아이 역
- 최윤영 : 간호사 역